# Chartreuse Saint-Sauveur de la Nouvelle-Lumière
Ne doit pas être confondu avec Chartreuse Saint-Sauveur.
La chartreuse Saint-Sauveur de la Nouvelle-Lumière, en latin : Domus Sancti Salvatoris  ou Domus Novæ Lucis ou encore  Domus Trajecti (Prope Trajectum), en néerlandais : Kartuizerklooster Nieuwlicht bij Utrecht,  est une ancienne chartreuse dans une vallée qui portait le nom de Vallée des-Fleurs, en néerlandais : Bloemendaal, à Utrecht, province d’Utrecht, aux Pays-Bas.

## Histoire
La chartreuse est fondée en 1391 par Zweder van Abcoude (1340-†1400), seigneur de Gaasbeek et de Putten, et son frère Willem van Abcoude (†1407) , de concert avec Tideman Graeuwert, originaire d’Utrecht et à cette époque prieur de Bruges, et qui devient le premier prieur d’Utrecht. La maison est incorporée à l’ordre des chartreux en 1395. 
Par deux fois, les religieux sont obligés d’abandonner leur maison : la première fois vers 1412, pour des raisons financières, la deuxième, de 1428 à 1432, à cause du schisme d’Utrecht.  Après ces contretemps, ils connaissent une période de paix et peuvent fonder la chartreuse de Campen (1485). Au XVe siècle, il devient un monastère important et distingué où des manuscrits enluminés sont réalisés.
En 1579, ils doivent abandonner définitivement la maison, qui est démolie en 1580. Pendant un temps, la communauté vit encore à Utrecht, mais en 1583, l’ordre abandonne cette fondation.
Après la Réforme, le monastère est en grande partie démoli à la fin du XVIe siècle, le portail et une ferme sont épargnées. Une pièce importante se trouve dans la collection du Centraal Museum: un triptyque représentant la Cène, avec des mécènes, avec des saints et à l'extérieur des volets, Saint Nicolas et Sainte Catherine.

## Manuscrits à la bibliothéque de l'université d'Utrecht

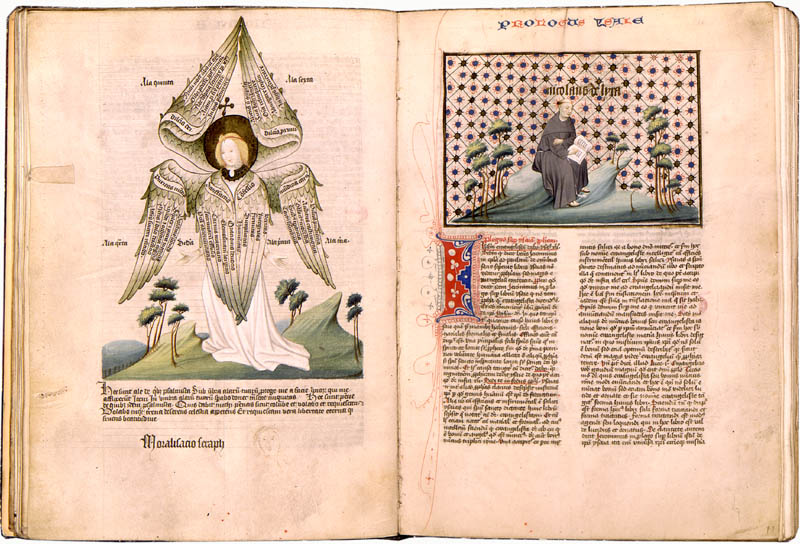
Nicolas de Lyre, la, enluminé vers 1424 à Utrecht par les Maîtres d'Otto van Moerdrecht.

Ce qui reste de la bibliothèque, confisquée en 1581 par la ville d'Utrecht, se trouve maintenant dans la bibliothèque universitaire d'Utrecht (nl) (environ 150 manuscrits enluminés et 75 incunables) et un grand nombre d’imprimés. On trouve également des manuscrits provenant du monastère dans les dépôts d’Amsterdam, Berlin, Bruxelles, Edinburgh, Leyde et Utrecht (Musée du couvent Sainte-Catherine), Vienne et Wolfenbüttel.
- Ms. 41 (nl) : Confessiones de saint Augustin.
- Ms. 252 (nl) : Postilla in Prophetas de Nicolas de Lyre.
- Ms. 733 (nl) : Historia ecclesiastica tripartita
- Ms. 205 (nl) : Tractatus de monte contemplationis: ex Gallico in Latinum translatus
- Ms. 16 B 8 (nl) : Livre d'heures
- Ms. 96 (nl) : Explanationis in Isaiam liber XI-XVIII
- Ms. 156 (nl) :  Collection de lettres écrites par Bernard de Clairvaux.
- Ms. 167 (nl) : Bonaventurae Vita sancti Francisci et Actus sanctorum sociorum sancti Francisci.
- Ms. 236 (3 E 13) (nl)
- Ms. 278 (nl)
- Ms. 280 (nl)
- Ms. 611 (nl) : Arnold Gheyloven, Tractatus de contractibus usurariis sive Foeneratorium, 1467.
- Ms. 620 (nl)